# Calyptranthes compressa
Calyptranthes compressa är en myrtenväxtart som beskrevs av Ignatz Urban. Calyptranthes compressa ingår i släktet Calyptranthes och familjen myrtenväxter. Inga underarter finns listade i Catalogue of Life.